# Cochlearia polonica
Cochlearia polonica là một loài thực vật có hoa trong họ Cải. Loài này được Anton Fröhlich mô tả khoa học đầu tiên năm 1936.